# Benigno Bolaños
Benigno Bolaños y Sanz (Establés, 1865-Madrid, 1909) fue un periodista español. 

## Biografía
Nacido en la localidad guadalajareña de Establés en 1865, estudió en el Seminario de Sigüenza y después en la Universidad de Zaragoza y la Central.
Con dieciocho años hizo los primeros ensayos de su carrera periodística en La Ilustración Católica, que dirigía Manuel Pérez Villamil. En 1883 participó en la fundación de un semanario religioso de Zaragoza titulado El Pilar, editado por Manuel Simeón Pastor y Pellicer, y colaboró después en El Intransigente, que dirigía el general carlista Francisco Cavero también en la capital aragonesa. Al fundarse en 1888 el diario madrileño El Correo Español como órgano oficial del carlismo, ingresó en él como redactor.
En las elecciones de 1891 obtuvo acta de diputado por el distrito de Molina de Aragón, pero le fue anulada, cosa que El Noticiero de Zaragoza achacaría al «caciquismo republicano» supuestamente imperante en aquel distrito.
Fundó El Fusil de Madrid (1898), y llegó a ser redactor jefe de El Correo Español, donde firmó con el pseudónimo «Eneas». Participó además en otras publicaciones como La Voz de Valencia, La Lectura Dominical, El Correo de Andalucía, La Estaca, La Escoba, entre otras.
Usó, aparte del mencionado «Eneas», el pseudónimo «Mediocris». Un discurso suyo titulado «¡Favoreced a la prensa!» pronunciado en una Asamblea Nacional de la Buena Prensa, en Zaragoza en septiembre de 1908, fue publicado ese mismo año por la Imprenta de la Gaceta de Madrid. Miembro de la Asociación de la Prensa desde 1896, falleció en la capital la mañana del 13 de julio de 1909 y fue enterrado en el cementerio de San Justo. Residía en el momento de su deceso en la calle de Roy, en Carabanchel.
En el primer aniversario de su muerte, Severino Aznar le dedicó un artículo en El Correo Español titulado «Crucificarse en su pluma», en el que elogiaba al finado director del periódico y aseguraba que fue «uno de los hombres que más han influido en el alma de nuestra Comunión, y en general, en toda la política religiosa española».